# グッサーゴ
グッサーゴ（伊: Gussago）は、イタリア共和国ロンバルディア州ブレシア県にある、人口約16,000人の基礎自治体（コムーネ）。

## 地理

### 位置・広がり

#### 隣接コムーネ
隣接するコムーネは以下の通り。
- ブレシア
- ブリオーネ
- カステニャート
- チェッラーティカ
- コンチェージオ
- オーメ
- ロデンゴ＝サイアーノ
- ロンカデッレ
- ヴィッラ・カルチーナ

### 地震分類
イタリアの地震リスク階級 (it) では、3 に分類される
。

## 行政

### 分離集落
グッサーゴには、以下の分離集落（フラツィオーネ）がある。
- Casaglio, Civine, Croce, Mandolossa, Navezze, Piedeldosso, Ronco, Sale, Villa

## 出身著名人
- ギド・ボンテンピ （自転車競技選手）